# ダウントン・アビー/新たなる時代へ
『ダウントン・アビー/新たなる時代へ』（ダウントンアビー あらたなるじだいへ、Downton Abbey: A New Era）は、2022年に公開されたイギリスとアメリカ合衆国の合作による歴史時代劇映画である。
2010年から2015年まで放映されたテレビシリーズ『ダウントン・アビー』の2019年の映画版の続編である。テレビシリーズの原案・脚本を担当したジュリアン・フェロウズが脚本、サイモン・カーティスが監督を務めている。

## ストーリー
1928年。ブロンプトンの教会でトム・ブランソンとルーシー・スミスの結婚式が行われる。その次の火曜日、先代グランサム伯爵夫人ヴァイオレットに呼ばれた弁護士のジョージ・マレーがダウントン・アビーを訪れる。彼は一同に、フランスのモンミライユ侯爵が他界し、ヴァイオレットが南仏のヴィラを遺産として相続したと告げる。ヴァイオレットはヴィラを曾孫娘であり、亡きシビル・クローリーとトムの娘であるシビーに遺贈する意思を明らかにする。
料理長助手のデイジーと結婚し、ユー・ツリー農場に住むこととなった下僕のアンディは、義父のメイソンの存在により夫婦水入らずの時間が取れないことに不満を感じ、メイソンもまた新婚の二人の邪魔をしたくないと考える。デイジーはメイソンが料理長のパットモアと一緒になり、彼女のB&Bに住むよう画策する。執事のトーマスは、かつてジョージ5世の従者として訪れ、自身と同じ同性愛者として親しくなったエリスが結婚したことを知って落ち込む。
グランサム伯爵ロバートのもとには映画監督のジャック・バーバーから屋敷を撮影に使用したいとの連絡が来る。伯爵は断るが、雨漏りする屋根の修理代を得たい長女のメアリーは父親を説得し、次女のヘクサム侯爵夫人イーディスとともに監督をロケハンに招く。バーバーは屋敷をサイレント映画『ザ・ギャンブラー』でカジノとして使いたいと言い、二人は承諾する。
現モンミライユ侯爵によるヴィラへの招待を幸いとし、映画撮影の喧騒を避けるために、ロバートは妻のコーラ、ヘクサム侯爵夫妻、ブランソン夫妻、ルーシーの実の母であるモード・バグショー、さらに伯爵夫妻の従者・侍女のベイツとバクスターとともにフランスへ赴く。前執事のカーソンは映画撮影に強く反対したため、撮影の邪魔にならないようにと、メアリーとカーソンの妻で家政婦長のヒューズが旅に同行させる。南仏で一同はモンミライユ侯爵の歓迎を受けるが、先代侯爵夫人は遺贈に異を唱える。やがてダウントン一行は、先代モンミライユ侯爵がヴァイオレットと恋愛関係にあり、誕生時期が符合するロバートが実は侯爵の子であるがゆえに、ヴィラを遺贈したのではないかと疑い始める。現モンミライユ侯爵もロバートを異母兄弟と考えていたと親しみを見せる。さらにコーラは病を夫に告白し、ロバートは動揺する。
映画撮影のために、スターのマーナ・ダルグリーシュとガイ・デクスターがやってくることに使用人たちは沸き立つ。だが、ダルグリーシュはしばしば苛立った態度を見せる。撮影の途中で、製作中断の連絡が監督のもとに来る。時代はサイレント映画からトーキー映画への過渡期を迎えており、前者の興収が不振であることが理由である。メアリーは監督に、トーキー映画への変更を提案する。既存の撮影箇所には地元の学校長で撮影の見学をしていた元下僕のモールズリーが台詞を書き起こし台本を書く。しかし、イーストエンド出身で訛りの強いダルグリーシュに貴族の役は合わないと判断されて録音・撮影は中断する。ヒューズの提案でメアリーが吹き替えを担当することになる。以後撮影は同時録音で行われ、ダルグリーシュだけが口パクをする側でメアリーがその台詞を吹き込むことになる。だが、ダルグリーシュが誤って台詞を何度も言ってしまいそのたびに撮影が中断され、苛立った監督が下品な言葉を吐いてしまう。トーキー映画の時代となり、仕事を失うことを恐れていたダルグリーシュは部屋に閉じこもるが、彼女の世話をしていたアンナとデイジーが励ましてなんとか撮影が続行される。
伯爵夫妻一行の帰国後、ヴァイオレットの依頼で彼女の手紙を整理していたマートン男爵夫人イザベルは先代モンミライユ侯爵との手紙のやりとりを調べ、のちにヴァイオレット本人に尋ねる。二人の間には何もなく、ロバートは先代グランサム伯爵の実の子であると答えられる。映画の撮影が延び、エキストラに支払う金が底をついた監督は屋敷の使用人をエキストラにすることを提案し、使用人およびメイソンは嬉々として正装し食堂に座る。メアリーに魅かれたバーバーはキスを求めるも、メアリーは断る。撮影は無事終了する。脚本の才能を評価されたモールズリーは監督から一脚本につき700ギニー以上もの報酬を提案され、彼のもとで脚本を書くことを決意する。また、十分な収入の目途がついたとしてモールズリーはバクスターに求婚して承諾され、録音機材を通じて一同が偶然にこれを聞く。デイジーとアンディの計画が功を奏し、メイソンはパットモアと共に彼女のB&Bで暮らすことを決断する。クラークソン医師の診断の結果、コーラの病は単なる悪性貧血で死に至る病ではないことがわかり、伯爵夫妻は安堵する。トーマスは親密となっていたデクスターに、執事以上の存在としてハリウッドの屋敷で同居するよう提案され、ダウントンを去ることを決意する。このためメアリーはカーソンにアンディの教育係として屋敷に戻るよう依頼する。コーラの提案でアメリカ英語を取得しハリウッドで働くことを目指すこととしたダルグリーシュも落ち着き、使用人に礼やキスをして帰って行く。ルーシーは夫トムに妊娠を告げる。
その夜、ヴァイオレットの容体が急変し、愛する家族に見守られながら他界する。一同は悲しみに暮れながら葬儀を執り行う。数ヶ月後、ブランソン夫妻とシビーが生まれたばかりの息子とともにダウントンを訪れ、ダウントンの一同は歓迎する。その大広間には先代伯爵夫人ヴァイオレット・クローリーの肖像画が掲げられている。

## キャスト
| 役名〈爵位〉                                         | キャスト                                      | 日本語吹替                                    | 備考                                          |
| ダウントン・アビーの住人および親族 (貴族階級)        | ダウントン・アビーの住人および親族 (貴族階級) | ダウントン・アビーの住人および親族 (貴族階級) | ダウントン・アビーの住人および親族 (貴族階級) |
| ---------------------------------------------------- | --------------------------------------------- | --------------------------------------------- | --------------------------------------------- |
| ロバート・クローリー〈グランサム伯爵〉               | ヒュー・ボネヴィル                            | 玉野井直樹                                    | クローリー家当主                              |
| コーラ・クローリー〈グランサム伯爵夫人〉             | エリザベス・マクガヴァン                      | 片貝薫                                        | ロバートの妻でアメリカ人                      |
| ヴァイオレット・クローリー〈先代グランサム伯爵夫人〉 | マギー・スミス                                | 一城みゆ希                                    | ロバートの母                                  |
| ロザムンド・ペインズウィック                         | サマンサ・ボンド                              | 茜部真弓                                      | ヴァイオレットの娘、ロバートのきょうだい      |
| メアリー・タルボット                                 | ミシェル・ドッカリー                          | 甲斐田裕子                                    | 伯爵の長女、実質的な当主                      |
| ジョージ・クローリー                                 | オリヴァー・バーカー ザック・バーカー         |                                               | メアリーと故マシューの息子                    |
| キャロライン・タルボット                             | ビビ・バー オリーヴ・バー                     | ─                                             | メアリーと現夫ヘンリーの娘                    |
| イーディス・ペラム〈ヘクサム侯爵夫人〉               | ローラ・カーマイケル                          | 坂井恭子                                      | 伯爵の次女                                    |
| バーティ・ペラム〈ヘクサム侯爵〉                     | ハリー・ハデン＝ペイトン                      | 長谷川敦央                                    | イーディスの夫                                |
| マリゴールド                                         | エヴァ・サムズ カリーナ・サムズ               | 森永麻衣子                                    | イーディスの元交際相手との間の娘              |
| トム・ブランソン                                     | アレン・リーチ                                | 星野健一                                      | 故三女シビルの夫                              |
| ルーシー・ブランソン（旧姓スミス）                   | タペンス・ミドルトン                          | 藤田曜子                                      | モードの侍女で実は娘、トムの新妻              |
|                                                      | ルカ                                          | ─                                             | トムとルーシーの子                            |
| シビル・“シビー”・ブランソン                         | フィフィ・ハート                              |                                               | 故三女シビルとトムの娘                        |
| モード・バグショー                                   | イメルダ・スタウントン                        | 小宮和枝                                      | 伯爵の従妹、メアリー王妃付女官                |
| イザベル・グレイ〈マートン男爵夫人〉                 | ペネロープ・ウィルトン                        | 水野ゆふ                                      | メアリーの亡夫マシューの母                    |
| リチャード・“ディッキー”・グレイ〈マートン男爵〉     | ダグラス・リース                              | 及川ナオキ                                    | イザベルの夫                                  |
| ダウントン・アビーの住人 (使用人関係)                |                                               |                                               |                                               |
| トーマス・バロー                                     | ロバート・ジェームズ＝コリアー                | 三上哲                                        | 執事                                          |
| エルシー・カーソン（旧姓ヒューズ）                   | フィリス・ローガン                            | 沢田泉                                        | 家政婦長、カーソンの妻                        |
| ジョン・ベイツ                                       | ブレンダン・コイル                            | 谷昌樹                                        | 伯爵付きの従者                                |
| フィリス・バクスター                                 | ラクエル・キャシディ                          | 森本７３子                                    | 伯爵夫人付きの侍女                            |
| グラディス・デンカー                                 | スー・ジョンストン                            | 伊沢磨紀                                      | ヴァイオレットの侍女                          |
| アンナ・ベイツ                                       | ジョアン・フロガット                          | 衣鳩志野                                      | メアリーの侍女、ベイツの妻                    |
| アンディ・パーカー                                   | マイケル・C・フォックス                       | 虎島貴明                                      | 下僕、デイジーの夫                            |
| アルバート                                           | チャーリー・ワトソン                          | 角田雄二郎                                    | 下僕                                          |
| ベリル・パットモア                                   | レズリー・ニコル                              | 美々                                          | 料理長                                        |
| デイジー・パーカー（旧姓ロビンソン／メイソン）       | ソフィー・マクシェラ                          | 中司ゆう花                                    | 料理長助手、アンディの妻                      |
| チャールズ・カーソン                                 | ジム・カーター                                | 中村浩太郎                                    | 前執事                                        |
| ジョセフ・モールズリー                               | ケヴィン・ドイル                              | 池田ヒトシ                                    | 元下僕／現校長                                |
| ジョニー・ベイツ                                     | アーチャー・ロビンズ                          | ─                                             | ジョンとアンナの息子                          |
| クローリー家やダウントン村の関係者                   |                                               |                                               |                                               |
| ジョージ・マレー                                     | ジョナサン・コイ                              | 駒谷昌男                                      | 伯爵の弁護士                                  |
| リチャード・クラークソン                             | デイヴィッド・ロブ                            | 板取政明                                      | 医者                                          |
| アルバート・メイソン                                 | ポール・コープリー                            | 佐々木薫                                      | デイジーの前夫の故ウィリアムの父              |
| ブロンプトンの教会の司祭                             | アラステア・ブルース                          | 松川裕輝                                      | トムとルーシーの結婚式                        |
| 映画関係者                                           |                                               |                                               |                                               |
| ジャック・バーバー                                   | ヒュー・ダンシー                              | 東地宏樹                                      | 映画監督                                      |
| マーナ・ダルグリーシュ                               | ローラ・ハドック                              | 雨蘭咲木子                                    | サイレント映画スター                          |
| ガイ・デクスター                                     | ドミニク・ウェスト                            | 丸山壮史                                      | ハリウッド俳優                                |
| スタビンズ                                           | アレックス・マックイーン                      | 駒谷昌男                                      | 音響技師                                      |
| ディーラー役の俳優                                   | ロス・グリーン                                |                                               | 映画出演者                                    |
| フランス                                             |                                               |                                               |                                               |
| 〈モンミライユ侯爵〉                                 | ジョナサン・ザッカイ                          | 羽野だい豆                                    | 現モンミライユ侯爵                            |
| 〈先代モンミライユ侯爵夫人〉                         | ナタリー・バイ                                |                                               | 現モンミライユ侯爵の母                        |
| 使用人                                               | デイヴィッド・オリヴァー・フィシャー          |                                               |                                               |
| ローセル                                             | アレックス・スカーベック                      |                                               | 帽子屋                                        |
| 歌手                                                 | シャリース                                    | ─                                             | 歌手                                          |

## 製作
2019年に第1作の映画が公開されると、原作者のジュリアン・フェロウズと出演者らは、続編制作に関する構想があると述べた 。2020年1月、ドラマ『ザ・ギルディド・エイジ』の脚本を完成させた後、フェロウズが本作の脚本に取り掛かるとの報道がなされた。2020年9月、カーソンを演じるジム・カーターは、本作の脚本が完成したと述べ 、2021年2月、ロバートを演じるヒュー・ボネヴィルは、BBCラジオ2のインタビューで、出演者と製作陣が新型コロナウイルスのワクチンを接種が完了したら、すぐに撮影が始まるだろうと述べた。
主要な撮影は当初、2021年6月12日から8月12日までイギリスのハンプシャー で予定されていたが、『Deadline Hollywood』は制作が2021年4月中旬に制作が開始されたとした。2021年7月16日にエリザベス・マクガヴァンは自身のインスタグラムで撮影が完了したと投稿した。2021年8月25日には題名が『Downton Abbey: A New Era』となることも発表された。
多くの主要キャストが映画撮影にも参加した。ゲストとしてヒュー・ダンシー、ローラ・ハドック、ナタリー・バイ、ドミニク・ウェスト、ジョナサン・ザッカイが参加した。前作でジョージ5世の従者として登場し、執事バローと恋仲となったリチャード・エリス役のマックス・ブラウンは本作に出演しないと述べた。またメアリーの夫マシュー・グードはミニシリーズ『ジ・オファー/ゴッドファーザーに賭けた男』のために本作に出演しなかったと述べた。
南仏の別荘のシーンは、フランス南東部のル・プラデにあるヴィラ・ロカベラという屋敷で撮影された。船上のシーンは英国王室所有のロイヤルヨット、ブリタニア号が使用された。トムとルーシーの結婚式のシーンは、イギリスのエセックス州にあるベルチャンプ・ホールで撮影された。

## 公開
本作品は、2021年12月22日に劇場で公開予定だったが、2022年3月18日公開へと延期となった。そして更に英国では4月29日、北米では5月20日となった。米国では劇場公開の45日後の7月4日からピーコックにて配信された。映画のプレミア公開はロンドンのレスター広場にて2022年4月25日に行われた。日本では2022年9月30日に公開された。
タイトルは当初『Downton Abbey 2』とアナウンスされていたが、2022年8月26日（英国時間）に『Downton Abbey: A New Era』となることが発表された。日本では『ダウントン・アビー/新たなる時代へ』の題で9月30日に公開されることが2022年7月27日に発表された。

## 評価

### 興行収入
2023年1月3日現在、『Downton Abbey: A New Era』はアメリカとカナダで合計4414万ドル、その他で4850万ドルの収入があり、世界全体で9264万ドルとなっている。
アメリカとカナダでは『MEN 同じ顔の男たち』と同時に公開され、初週末の3820館での公開の中で1600万から2100万ドルの興行収入と予想されていた。木曜夜の試写100万ドルを含めて初日には740万ドルとなり、最初の週末には1600万ドルとなり興行収入第二位を記録したが、予測の最低額となった。初週の観客のうち48%は55歳以上で、『デッドライン・ハリウッド』は「新型コロナウイルス感染拡大以来初めて、観客たちは年配の常連客を繰り返し見た」と述べている。
米国・カナダの他では、33の国と地域で初週930万ドルの収入となった。ここには英国の746館の380万ドル（『007/ノー・タイム・トゥ・ダイ』以来二番目の規模）と豪州の130万ドルも含まれる。二週目には660万ドル、三週目には360万ドルのの収入があった。

### 批評
レビュー・アグリゲーターのRotten Tomatoesでは批評家の支持率は155件で85%、平均点は6.9/10となっている。このサイトでは「『ダウントン・アビー』の内容のなさが完全に泡となりかけているにもかかわらず、本作の慣れ親しんだ快楽は長年のファンを喜ばせるだろう」としている。
Metacriticでは45件のレビューで加重平均値が63/100と示され、「概して好意的な評価」ということがほのめかされている。